# Municipio de Pópovo
El municipio de Pópovo (en búlgaro: Община Попово) es un municipio búlgaro perteneciente a la provincia de Targóvishte.
En 2011 tiene 28 775 habitantes, el 64,4% búlgaros, el 15,83% turcos y el 3,33% gitanos. La mitad de la población vive en la capital municipal Pópovo.
Se ubica en el noroeste de la provincia.

## Localidades
| Localidad        | Cirílico        | Población (diciembre de 2009) |
| ---------------- | --------------- | ----------------------------- |
| Pópovo           | Попово          | 15 548                        |
| Aprilovo         | Априлово        | 614                           |
| Baba Tonka       | Баба Тонка      | 111                           |
| Berkovski        | Берковски       | 108                           |
| Braknitsa        | Бракница        | 79                            |
| Dolets           | Долец           | 90                            |
| Dolna Kabda      | Долна Кабда     | 243                           |
| Drinovo          | Дриново         | 541                           |
| Elenovo          | Еленово         | 481                           |
| Gagovo           | Гагово          | 812                           |
| Gloginka         | Глогинка        | 553                           |
| Goritsa          | Горица          | 164                           |
| Ivancha          | Иванча          | 29                            |
| Konak            | Конак           | 93                            |
| Kozitsa          | Козица          | 337                           |
| Kardam           | Кардам          | 1491                          |
| Kovachevets      | Ковачевец       | 691                           |
| Lomtsi           | Ломци           | 1052                          |
| Marchino         | Марчино         | 124                           |
| Medovina         | Медовина        | 878                           |
| Manastiritsa     | Манастирица     | 39                            |
| Osikovo          | Осиково         | 205                           |
| Palamartsa       | Паламарца       | 634                           |
| Posabina         | Посабина        | 250                           |
| Pomoshtitsa      | Помощица        | 120                           |
| Sadina           | Садина          | 1117                          |
| Slavyanovo       | Славяново       | 861                           |
| Svetlen          | Светлен         | 1208                          |
| Trastika         | Тръстика        | 311                           |
| Voditsa          | Водица          | 796                           |
| Zavetno          | Заветно         | 114                           |
| Zaraevo          | Зараево         | 981                           |
| Zvezda           | Звезда          | 204                           |
| Zahari Stoyanovo | Захари Стояново | 374                           |
| Total            |                 | 31 479                        |